# Заговор Трокмортона
Заговор Трокмортона 1583 года — одна из попыток английских католиков свергнуть Елизавету I и заменить ее Марией Стюарт, находившейся тогда в Англии под арестом. Заговор получил название в честь ключевого участника, сэра Фрэнсиса Трокмортона, казнённого в июле 1584 года.

## Заговор
Английские католики хотели освободить Марию, королеву Шотландии, находящуюся в Англии под арестом с 1568 года, сделать ее королевой вместо Елизаветы и восстановить католицизм как государственную религию. Предполагалось, что в Англии высадится испанская армия под командованием Генриха де Гиза, главы французской Католической лиги, а внутри страны в это время начнётся восстание; после победы Гиз должен был жениться на Марии. Историки отмечают, что затея была абсолютно дилетантской. Гиз как один из виновников Варфоломеевской ночи был ненавистен всем протестантам Европы, у восстания не было шансов на победу, заговорщики с самого начала находились под наблюдением.
Ключевым участником заговора стал Фрэнсис Трокмортон (1554—1584), дворянин из известной католической семьи. Путешествуя с братом Томасом по Европе, он встретился в Париже с изгнанниками-католиками Чарльзом Пейджетом и Томасом Морганом. По возвращении в Лондон в 1583 году Трокмортон организовал переписку между Марией, Морганом и Бернардино де Мендосой, послом Филиппа II Испанского в Лондоне. Письма шли через французское посольство, благодаря своей агентуре об этом узнал Фрэнсис Уолсингем, государственный секретарь Елизаветы. Трокмортон был арестован в ноябре 1583 года с компрометирующими документами на руках. Незадолго до этого он смог отправить Мендосе шкатулку с другими бумагами; возможно, Уолсингему нужно было именно это, чтобы подтвердить участие Испании в заговоре.
Мендосу, защищённого дипломатическим иммунитетом, выслали из страны в январе 1584 года. Трокмортона подвергли пыткам и казнили в июле 1584 года. Его брату Томасу и многим другим заговорщикам удалось бежать; некоторые оказались в Тауэре, но никто больше не был казнён.

## Последствия
Мария Шотландская после раскрытия заговора оказалась в более строгом заключении в Чартли-холле в Стаффордшире. Уолсингем и лорд Бёрли составили «Договор об ассоциации», согласно которому любой, кто попытается узурпировать трон или убить королеву, подлежал смертной казни. Мария тоже поставила свою подпись, и это стало формальным основанием для её казни в 1587 году.
Многие участники заговора Бабингтона и Порохового заговора были связаны с Фрэнсисом Трокмортоном кровными узами или браком (в их числе — Роберт Кейтсби и Фрэнсис Трешем).